# Йойкич, Джурица
Джурица Йойкич (серб. Ђурица Јојкић; 1914, Турия — 1981, Белград) — югославский сербский политический деятель, Председатель Исполнительного Вече Социалистической Республики Сербии, мэр Белграда (дважды занимал эту должность).

## Биография
Родился в 1914 году в посёлке Турия (нынешняя община Србобран, Воеводина, Сербия). Окончил гимназии городов Србобран и Врбас, юридический факультет Белградского университета и позднее высшую политическую школу имени Джуро Джаковича. Член КПЮ с 1939 года.
В 1941 году Джурица вступил в партизанское подполье НОАЮ, занимался пропагандой в Воеводине, однако данных о его непосредственном участии в боевых действиях нет. В конце войны занимал должность помощника командира Военных областей Бачки и Барани, заместителя председателя Народно-освободительного совета Нови-Садского округа и члена Народно-освободительного совета Воеводины. 
После войны Йойкич избирался депутатом в Народную скупщину НР Сербии и Народную скупщину ФНРЮ. В Белграде он занимал должности депутата Союзного вече Союзной Народной скупщины от Белградского округа III, состоял в ЦК Союза ветеранов Народно-освободительной войны Югославии, Главном совете Союза социалистического рабочего народа Сербии и ЦК Союза коммунистов Сербии.
С 1950 по 1951 годы Йойкич был министром образования НР Сербии, с 1951 по 1955 годы был главой Белграда (глава Городского народного совета), также занимал должность секретаря Белградского горкома Союза коммунистов Сербии.
С 1962 по 1963 годы Йойкич занимал должность Председателя Исполнительного вече Автономного Края Воеводины, с 6 июня 1967 по 7 мая 1969 года занимал аналогичную должность в Правительстве СР Сербии, после чего ушёл на пенсию. Скончался в 1981 году в Белграде.
Награждён рядом орденов и медалей, в том числе памятной партизанской медалью 1941 года, Орденами Братства и единства, «За заслуги перед народом» и «За храбрость».